# Elite Model Management
Elite Model Management é uma agência de modelos fundada em Paris em 1972 por Gerald Marie, John Casablancas e Alain Kittler.
A Elite hoje administra mais de 800 modelos dos cinco continentes. Oferece cobertura internacional com 36 agências em sua rede. Seu concurso – o Elite Model Look – é uma poderosa organização de caça a talentos com mais de 350 mil concorrentes anualmente em mais de 55 países.
Elite Lisbon é o nome da agência em solo português.
No Brasil, a agência passou a se chamar Elite Model Management Brasil em junho de 2010.